# 王揚基
王揚基（1599年—1647年），字尔抑，南直隶安庆府潜山县军籍。

## 生平
赋性勤敏，负气岸笃学。熹庙初举明经，天啓四年（1624年）甲子贡于乡，五年（1625年）联捷乙丑科進士，六年丙寅补钱塘令。钱塘为浙都会，冲要烦剧，扬基戴星而理，丁卯入棘闱，所得皆两越名士。以侮当事谪江西藩司照磨，摄新建。庚午再入棘闱，识拔与越等。寻补东乡令，调进贤令，两邑皆治最，迁地官。属外艰去，丁丑入部，甫一月从少司马督剿饷。辛巳转楚驿传道，值寇犯汉阳，扬基亲冒矢石援汉阳，特以功晋楚抚，受命日，闯逆陷承天，左良玉拥师东指，献寇连破蕲黄，渡江陷鄂州，南北烽燧相接，扬基率罢卒数百从湖南，循袁州，绕彭蠡，至江州，与良玉军会，涕泗誓师，欲西上援武昌，再援汉阳。庄烈帝痛显陵沦没，旨谕恢复，扬基选将调饷，甲申春，率诸军大举循汉川而上，而神京告陷矣。越三年卒，年四十有九。

## 家族
曾祖父王道，乡贤。